# Falkuša
Pour les articles homonymes, voir Gaeta (homonymie).

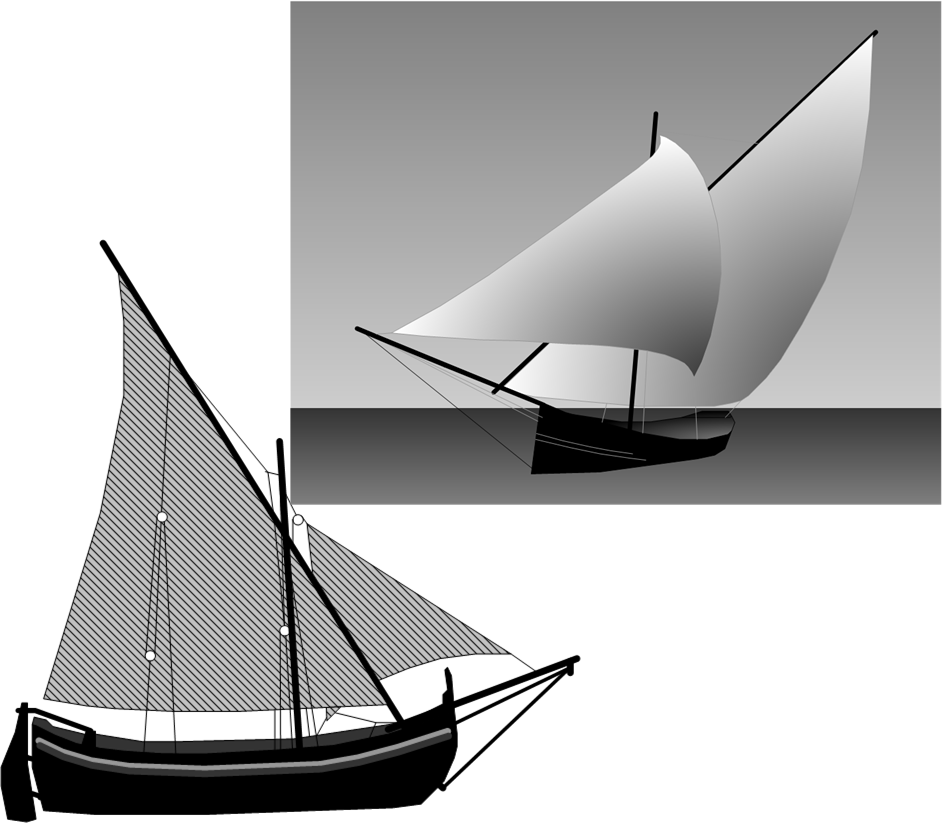
Gréement et ouverture des voiles par vent arrière d'une gaète falquée.

Une falkusa ou gaeta (croate : falkuša, italien : gaeta falcata parfois francisé en gaète falquée), est un bateau de pêche traditionnel dalmate, à voile latine sur un mât et un foc, analogue à la tartane méditerranéenne, utilisé par les pêcheurs sur l’île adriatique de Lissa en Dalmatie, aujourd’hui Vis en Croatie, entre le XVIe siècle (période vénitienne) et la première moitié du XXe siècle (période italienne).
La gaète falquée est parfois appelée en croate gajeta falkuša ou betina (le mot betina est la version dalmate du français « bette » mais ne désigne pas le même type de bateau). C'est un sous-type de gaète, un voilier de pêche traditionnel utilisé sur les côtes dalmates,. Sa conception a été adaptée aux besoins spécifiques des pêcheurs italiens et croates de Dalmatie, qui se sont lancés dans de longues expéditions de pêche en haute mer, une pratique rare en Adriatique et en Méditerranée.

## Conception et construction
Une falkuša est un voilier en bois, à moitié ponté, munie de rames (5 avirons 7 à 9 mètres pour les rameurs debout,). Elle mesure environ 5 à 9 mètres de long, sur 2 à 3 mètres de large, avec un faible tirant d'eau. Le gréement est constitué d'un foc et d'une grande voile latine en lin (jusqu’à 120 m2). Cette voile est montée sur une antenne (espar), portée par un mât unique, généralement de la même hauteur que la longueur du navire.
Ce voilier pouvait atteindre des vitesses comprises entre 8 et 12 nœuds, ce qui est rapide pour des gréements traditionnels. Sa particularité consiste en virures amovibles localement appelées falche / falke qui ont donné son nom au bateau,. Ces virures permettent de relever le bord du bateau d'environ un demi-mètre, le protégeant ainsi des hautes vagues en haute mer. Pour faciliter le tirage des filets, les falkes sont enlevées pendant la pêche. Le navire pouvait transporter jusqu'à 8 tonnes de barils de poisson salé.
Pour assurer sa résistance, la gaète falquée traditionnelle était fabriquée uniquement avec du bois de cyprès de l’île volcanique de Sant’Andrea in Pelago (« Saint-André du large »), aujourd’hui Svetac. La quille était en chêne et la coquille de mélèze. Les deux extrémités de coques sont pointues avec une proue légèrement recourbé et un étambot vertical.
Les gaètes falquées ont été utilisés jusqu’à la première moitié du XXe siècle. La dernière du port de Comisa, aujourd’hui Komiža sur l’île de Lissa / Vis, s’appelait Cicibela. Elle a été drossée à la côte et fracassée sur les rochers de la baie de Porat (île de Biševo) par un orage, en 1986. Aujourd’hui, ses vestiges sont conservés au musée de la pêche de Komiža,.

## Campagnes de pêche
Une falkuša transportait un équipage de 6 pêcheurs. Les pêcheurs utilisaient des filets nommés ferals (flottants dont on peut refermer la ralingue de fond), et une lampe à gaz ou à pétrole pour y attirer les poissons. Pour être financièrement rentables, les campagnes de pêche duraient de 20 à 25 jours. Elles se succédaient avec des périodes à terres de 10 à 12 jours lors des intempéries et pour les tâches à terre (carénage, réparations, cuisine, lessive, préparation de la prochaine sortie).
La principale zone de pêche exploitée par les pêcheurs de Comisa / Komiža était l’île de Pelagosa, aujourd'hui Palagruža, a environ 42 milles nautiques (78 km) au sud-ouest de Lissa/Vis. Ce secteur de pêche était parfois exploité par une cinquantaine de gaètes ou plus. Sur l’île, il y avait des cabanes de pêcheurs, où ceux-ci entreposaient les tonneaux de sardines salées et du matériel de pêche.
La distribution des zones de pêche était définie par une course appelée Regata Pelagosana ou Rota Palagruzona. De la première édition en 1593 à la dernière course en 1936, les zones de pêche étaient attribuées par ordre d’arrivée des voiliers entre Comisa et Pelagosa, sur une durée de courses de 5 à 16 heures suivant les conditions de vents,,. Il est remarquable que malgré la violente expulsion des Italiens de Dalmatie en 1945 par le régime de Tito, la cohabitation des pêcheurs italiens et croates, leur solidarité séculaire et l’existence de nombreux couples mixtes a permis la transmission de la tradition et du patrimoine maritime dont les gaètes falquées et la Regata Pelagosana / Rota Palagruzona sont les expressions.

## Répliques

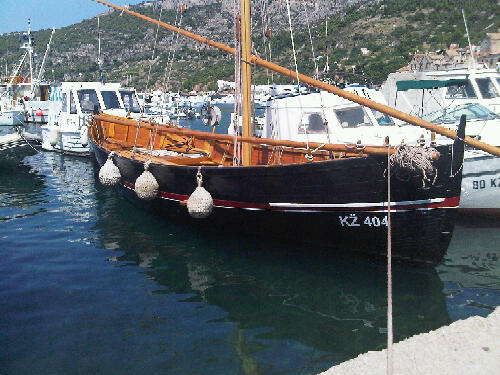
Mikula, la deuxième réplique complète de gaète falquée, a été achevée en 2005.

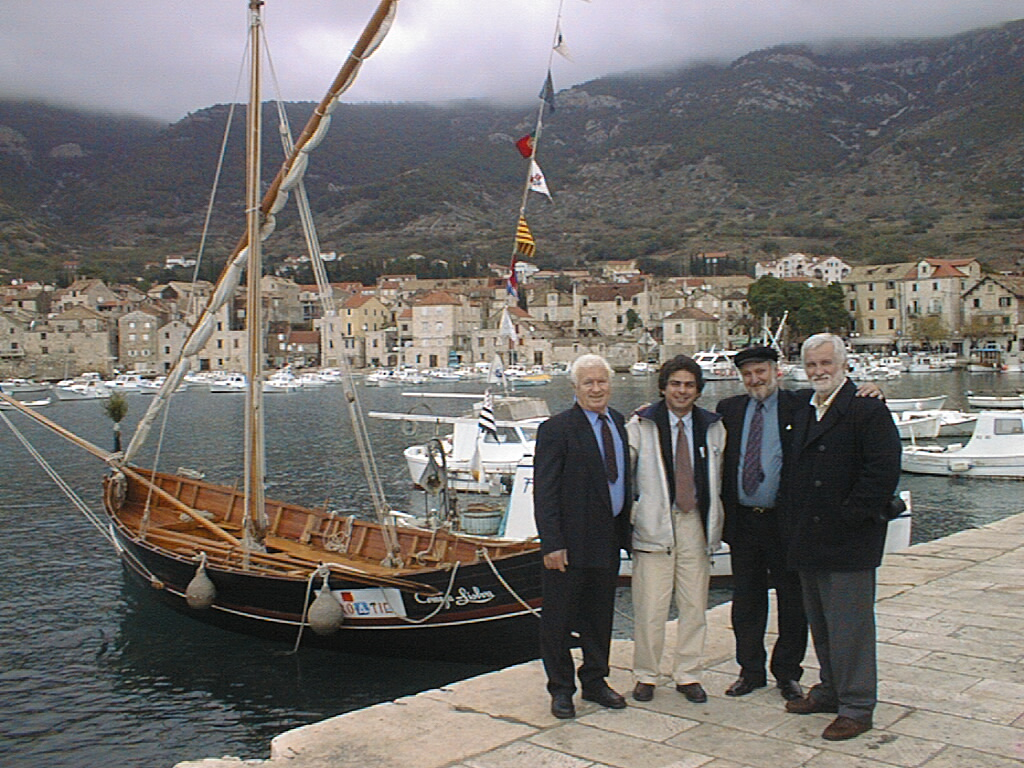
La gaète falquée Comeza-Lisboa avec son équipage et ses propriétaires à Komiža, le 7 décembre 2003

La réplique d'une gaète falquée nommée Komiža-Lisbon a été construite en 1997 et exposée à l’exposition universelle de 1998 à Lisbonne, au Portugal,. Cette renaissance d’une gaète falquée a suscité un vif intérêt et le bateau a fait l’objet de cinq films documentaires et d’une série radiophonique primée. En 1998, la falkuša a été inscrit sur la liste du patrimoine mondial de l'UNESCO.
En 1999, sous l’égide de l’UNESCO et grâce à la documentation fournie par Velimir Salomon sur les travaux de construction navale, la réplique d’une falkuša, nommée Molo, a été reconstruite. Cette réplique est toutefois moins grande que les bateaux originaux. Construit à Komiža, le Molo a été lancé en mer le jour de la Saint-Nicolas (6 décembre). Le secrétaire du patrimoine maritime européen, Thedo Fruithof d’Amsterdam, était présent lors du lancement. Une deuxième réplique complète, nommée Mikula, a été achevée en 2005. Une troisième réplique complète, nommée Palagruža a été achevée en 2015.